# Vakhtang Ier Tchoutchounaschvili
Vakhtang Ier Tchoutchounaschvili (mort en 1668) est roi d'Iméréthie en 1660-1661 et en 1668.

## Biographie
Noble géorgien, il est l'amant de la reine Nestan-Daredjan, la veuve du roi Alexandre III d'Iméréthie. Il est promu au trône lorsque cette dernière l'épouse en 1661, après avoir renversé et fait mutiler son beau-fils, le jeune roi Bagrat V d'Iméréthie, qui refusait de l'épouser.
Vakhtang Ier et Nestan-Daredjan sont eux-mêmes renversés la même année par Vameq III Dadiani, prince de Mingrélie, et les nobles d'Iméréthie et exilés à Akhaltsikhé dans le Samtskhé. En 1668, le pacha d'Akhaltsikhé tente pour le compte des Ottomans de restaurer le couple, qui est assassiné dans le palais royal de Koutaïssi, la capitale de l'Iméréthie, quelques mois plus tard.

## Sources
- Marie-Félicité Brosset, Chronique Géorgienne, Paris, 1830, p. 85, 96-97.